# Saint-Bernard (Quebec)
Saint-Bernard es un municipio canadiense situado en la provincia de Quebec.

## Superficie
Saint-Bernard tiene una superficie de 90,1 km².

## Demografía
En 2021, tenía 2535 habitantes, una densidad poblacional de 28,1 hab./km², y 1048 viviendas.